# 聖馬丁門
聖馬丁門（Porte Saint-Martin）是一座法國凱旋門，位於巴黎第三區。聖馬丁門原址是查理五世城牆城門之一，它曾是巴黎的防禦工事。距聖馬丁門最近的車站是斯特拉斯堡-聖但尼站和共和站

## 歷史
聖馬丁門是由建築師弗朗索瓦·布隆代爾（François Blondel）的學生皮埃尔·比莱（Pierre Bullet）設計。路易十四命令皮埃尔·比莱建築聖馬丁門紀念路易十四在萊茵河及弗朗什-孔泰勝利。
聖馬丁門建於1674年，它取代查理五世在14世紀所建造的城門。1862年，聖馬丁門被列入歷史建築。
聖馬丁門在1988年進行整修。